# Nice Work If You Can Get It (brano musicale)
Nice Work If You Can Get It (t.l. Un bel lavoro se riesci ad ottenerlo) è un brano musicale statunitense, pubblicato per la prima volta nel 1937, con musica di George Gershwin e parole di Ira Gershwin. Questa è una delle nove canzoni che Gershwin aveva scritto per il film Una magnifica avventura (A Damsel in Distress) di George Stevens. Nel film il brano era stato interpretato da Fred Astaire accompagnato dal coro delle The Stafford Sisters, in un numero di ballo in cui il regista sperimenta l'uso dello zoom all'interno di una sequenza continua.
Appena tre settimane dopo l'uscita del film, Tommy Dorsey fu il primo a registrare una versione di Nice Work If You Can Get It, in un arrangiamento ballabile in sintonia con i gusti dell'epoca. Subito dopo arrivò Billie Holiday con l'orchestra di Teddy Wilson che, pur con un arrangiamento più antiquato, riuscì a entrare in classifica.
Nel 1941 Thelonious Monk ne elaborò una interpretazione molto personale e avanguardistica in una serata dal vivo al Minton's Playhouse di Harlem. Lo stesso Monk incise sei anni più tardi lo stesso brano in studio con il suo trio, mentre Art Tatum registrò la sua versione per piano nel 1949 per la Capitol.
Praticamente tutti i più grandi interpreti vocali hanno interpretato in seguito la canzone, tra cui Frank Sinatra (nel 1957 con l'orchestra di Nelson Riddle e nel 1962 con Count Basie), Mel Tormé (1956 con Marty Paich), Maxine Sullivan, The Andrews Sisters e Ella Fitzgerald (1983, con l'orchestra di André Previn).